# 陈俊 (明朝尚书)
陈俊（1419年—1488年），字時英，福建等處承宣布政使司興化府莆田縣（今福建省莆田市）人，明朝政治人物。

## 生平
正統十二年（1447年）丁卯科福建鄉試第一名舉人（解元）。正統十三年（1448年）聯捷戊辰科進士，除戶部主事。督天津諸衛軍采草，后升任戶部郎中。天順五年，督餉兩廣，后為戶部主事。成化初年，升任南京太常寺少卿。成化四年，升任戶部右侍郎。九年后，升爲南京戶部尚書，之後改為南京兵部尚書，參贊機務。久之，改為南京吏部尚書。成化二十二年致仕。詔加太子少保，賜敕馳傳還。卒，諡康懿。

## 家族
曾祖與謙；祖明善；父珪，廣東文昌縣學教諭；母鄭氏。